# ذخیره‌گاه طبیعی اوستیای شمالی
ذخیره‌گاه طبیعی اوستیای شمالی (انگلیسی: North Ossetia Nature Reserve) یک پارک و ذخیره‌گاه طبیعی در استان اوستیای شمالی-آلانیا کشور روسیه است.